# Skanzen Vysoký Chlumec

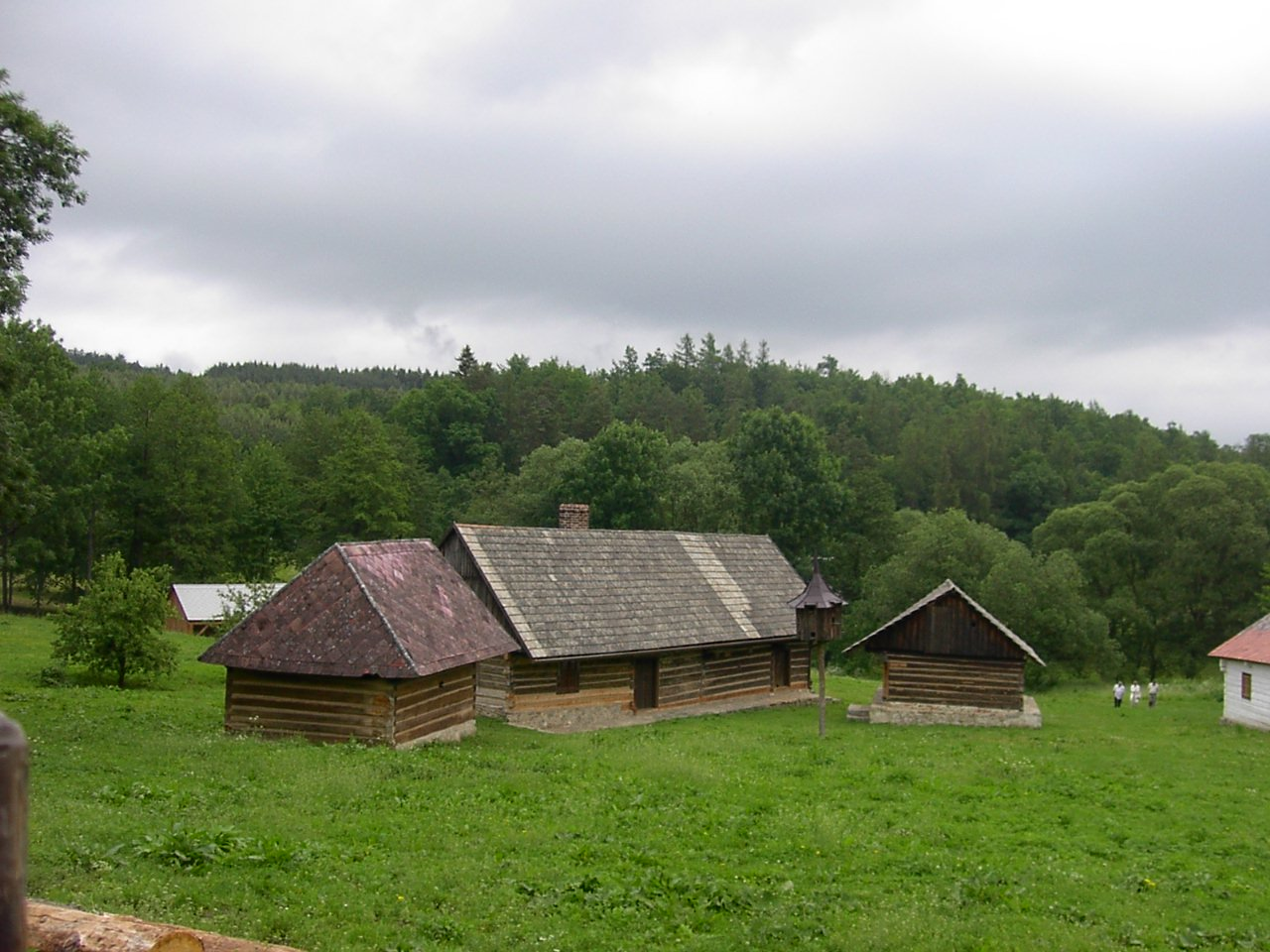
Skanzen Vysoký Chlumec, pohled z jižní strany na dům č. p. 3 z Arnoštovic, holubník z Pojezdce a dva špýchary z Počepic

Skanzen Vysoký Chlumec – Muzeum vesnických staveb středního Povltaví je pobočkou Hornického muzea Příbram. Je umístěn v severní části Vysokého Chlumce v údolí Libíňského potoka, při silnici do Ústupenice. Skanzen uchovává cenné památky venkovské architektury od poloviny 17. do počátku 20. století na území Středočeské pahorkatiny a ve středním Povltaví. Do areálu v údolí potoka byly postupně přeneseny dvě desítky obytných, hospodářských, technických a drobných sakrálních objektů ohrožených na původním místě zánikem. Interiérové expozice přibližují tradiční řemesla, způsob bydlení a hospodaření na vesnici.

## Historie
Projekt nového skanzenu zpracovalo v roce 1998 Okresní muzeum v Příbrami, dnešní Hornické muzeum Příbram, jehož je skanzen pobočkou. V témže roce byl pro budoucí skanzen od rodiny Lobkowiczů odkoupen do té doby prázdný pozemek o rozloze 3 hektary.
Výstavba byla zahájena v roce 1999. Jako první byl v roce 2000 převezen a znovu sestaven historický dům z Obděnic. Pro návštěvníky byl zpřístupněn v roce 2002. V roce 2009 zde již stály tři roubené domy, čtyři špýchary, jedno hospodářské stavení, vodní pila, kolna, dva včelíny, sloupový holubník, dva kříže, jeden milník a množství mobilních artefaktů vystavených v interiérech. V následujících letech pak do areálu přibyl vodní mlýn, roubený obytný dům, seník, dvě stodoly a replika kovárny. V roce 2017 byla vznikla rekonstrukce dřevěné kapličky se zvoničkou. V letech 2019 až 2021 byly přeneseny poslední dvě stavby - obytné roubené stavení se zděnou stodolou a hospodářské stavení s kamennými chlévy v přízemí a třemi roubenými komorami v patře, čímž došlo k naplnění koncepce celého skanzenu.
Skanzen je otevřen od dubna do října, vstupné na prohlídku bez průvodce je 60 Kč základní a 30 Kč zlevněné, na komentovanou prohlídku s průvodcem pak 100 Kč základní a 50 Kč zlevněné. Muzeum také pořádá pravidelné akce jako Masopust, Velikonoce, Vánoce, Boží tělo, Vojáci na vsi, Den řemesel a turistický pochod za Jakubem Krčínem.

## Stavby
- obytný dům, Obděnice č. p. 4 (obec Petrovice) z konce 18. století (přenesen 2000, zpřístupněn 2002)
- obytný dům, Arnoštovice č. p. 3 (obec Heřmaničky) z konce 18. století (dokončen 2003)
- kolna pro vozy, Arnoštovice č. p. 3 (obec Heřmaničky) z první poloviny 19. století (přenesena 2005)
- obytný dům, Mašov č. p. 10 (obec Petrovice) z roku 1738, (přenesen 2004–2005)
- dva špýchary, Počepice č. p. 2 z druhé poloviny 18. století (přeneseny 2001)
- špýchar, Ratiboř č. p. 1 (obec Chyšky) z počátku 19. století (dokončen 2003)
- hospodářský objekt, Olbramovice Městečko č. p. 1, (obec Olbramovice) z konce 18. století (přenesen 2007)
- vodní pila (katr), Dolní Sloupnice zkonce 19. století (získána 2001, i s přívodem vody dokončena 2005) (Vodní pila z Dolní Sloupnice v obci Sloupnice v okrese Ústí nad Orlicí je umístěna též ve vysočinském skanzenu Veselý Kopec u Hlinska)
- sloupový holubník, dvůr Pojezdec (psán též Podjezdec, obec Kosova Hora) z přelomu 19. a 20. století (umístěn 2004)
- včelín, Sedlčany, z roku 1945, kopie včelínu z 20. let 20. století. V roce 2006 instalováno 12 restaurovaných úlů ze vsi Rovina (obec Počepice)
- včelín, Semtínek, obec Olbramovice, z druhé poloviny 20. století (přenesen 2007)
- kříž, Sedlčany (1880, sokl přenesen 2002, nový kříž umístěn 2003)
- kříže: na sokly z Petrovic přeneseny v roce 2005 kříže ze hřbitova v Obděnicích
- milník, Sedlčany (přenesen 2002)
- dřevěná pístová pumpa, přenesena 2006
- vodní mlýn, Radešice č. p. 9 (obec Petrovice), z roku 1792, (přenesen 2009)
- stodola, Mašov č. p. 2 (obec Petrovice) materiál konstrukce datován do roku 1679 (přenesena 2009)
- obytný dům, Jíví (obec Heřmaničky) z konce 18. století (přenesen 2010)
- seník z Brd (vojenský újezd Brdy) z roku 1829 (přenesen 2010)
- polygonální stodola, Podolí (obec Vojkov) dendrologicky datována do roku 1662 (přenesena 2011)
- kovárna, replika stavby z Počepic z roku 1847 (dokončena 2015)
- kaple se zvoničkou, replika stavby z Nálesí z 20. let 20. století (dokončena 2018)
- hospodářské stavení, Mokřany č. p. 13 (obec Nechvalice) z druhé poloviny 19. století (přeneseno 2019–2021)
- obytný dům se zděnou stodolou, Řikov č. p. 5 (obec Ješetice) z počátku 18. století (přenesen 2019–2021)